# Triumph SD2
Unter der Werksbezeichnung Triumph SD2 entwickelte der ehemalige britische Automobilhersteller British Leyland Motor Corporation (BLMC) von 1970 bis 1975 eine Mittelklasselimousine mit Schrägheck, die die Nachfolge des Triumph Dolomite antreten sollte. Zeitweise sollte der SD2 außerdem die Rolle des „kleinen Bruders des Rover SD1“ einnehmen. Wegen geringer Gewinnaussichten und starker Überschneidung mit anderen Modellen des Konzerns stellte British Leyland die Entwicklungsarbeiten 1975 ein, bevor die Serienfertigung angelaufen war.

## Hintergrund

### Unternehmens- und modellpolitisches Umfeld
Die 1886 als Fahr- und Motorradhersteller gegründete Triumph Cycle Company begann 1923 mit der Produktion von Automobilen. Nach anfänglichen Schwierigkeiten erwarben die von Donald Healey entwickelten Triumph-Modelle in den 1930er-Jahren den Ruf besonderer Sportlichkeit, der allerdings nichts daran änderte, dass die Autosparte des Unternehmens nahezu durchgängig Verluste erwirtschaftete. 1939 war Triumph schließlich insolvent. Nach der Zerstörung der Produktionsanlagen im Zweiten Weltkrieg erwarb die Standard Motor Company 1944 die Namensrechte an Triumph und nahm nach Kriegsende die Automobilproduktion unter dieser Marke wieder auf. 1960 wurde der Standard-Konzern vom Nutzfahrzeughersteller Leyland übernommen. Ab 1967 änderte sich das unternehmenspolitische Umfeld mehrfach. Zunächst schloss sich der bislang selbständige Hersteller Rover dem Leyland-Konzern an; 1968 fusionierte Leyland dann mit British Motor Holdings, zu der nicht nur die Marken Austin und Morris, sondern auch der Oberklassehersteller Jaguar gehörte, zur British Leyland Motor Corporation (BLMC). Triumph befand sich daraufhin mit mehreren seiner bisherigen Konkurrenten unter einem Dach. Das erforderte eine Neupositionierung der Marke, die das BLMC-Management in den folgenden Jahren tatsächlich nur ansatzweise erreichte.

### Nachfolger des Dolomite

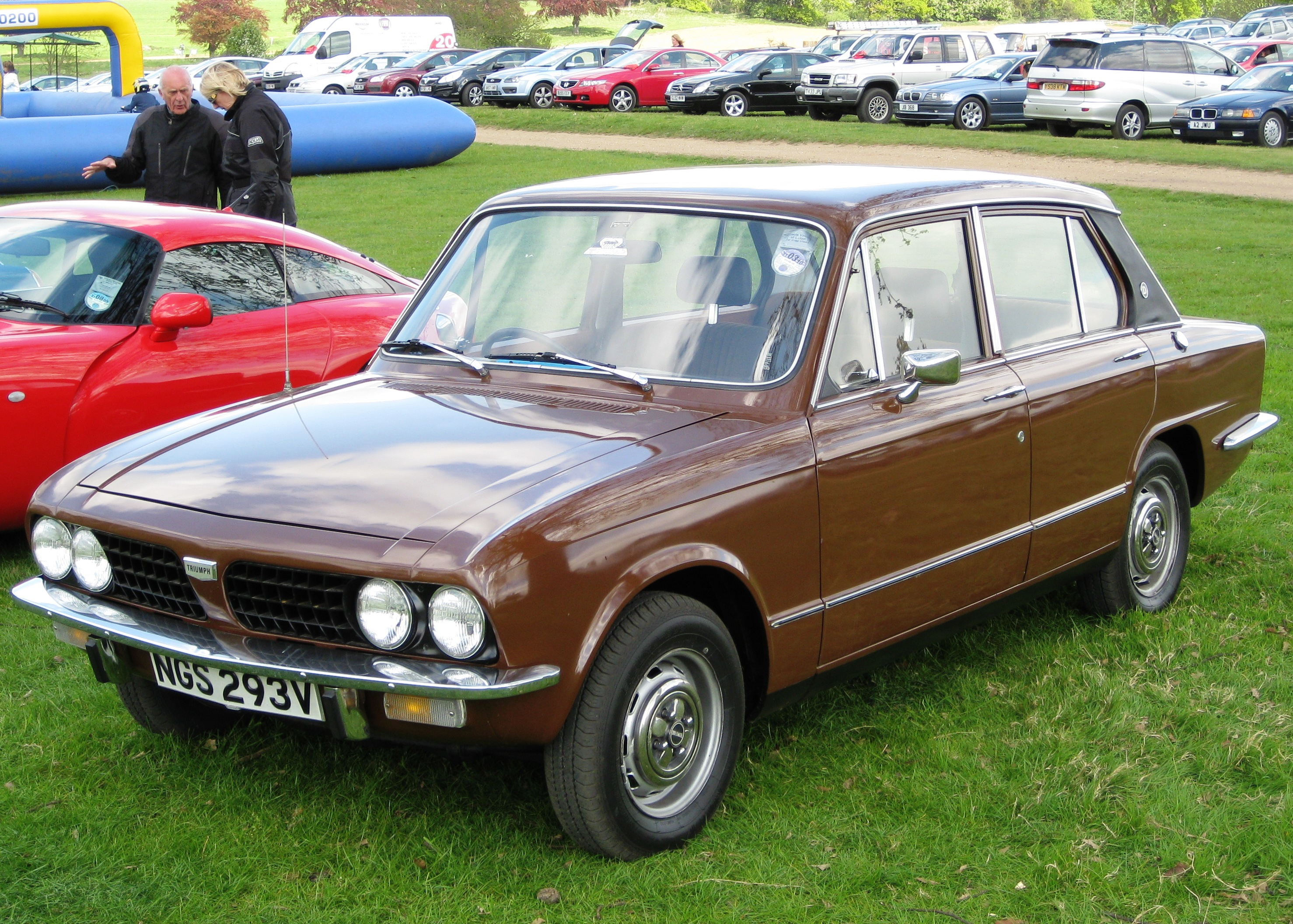
Triumph Dolomite

Ab 1965 bot Triumph in der Mittelklasse die Stufenhecklimousinen 1300 und 1500 an, die frontgetrieben waren. Nach der Entstehung der BLMC beschloss das Management, den Frontantrieb künftig auf die Marken Austin und Morris zu beschränken, während die anderen Marken Fahrzeuge mit Hinterradantrieb anbieten sollten. Triumph stellte deshalb den 1300 und den 1500 auf Hinterradantrieb um. Die äußerlich weitgehend unveränderten Autos erhielten die Bezeichnung Dolomite. Sie waren im Vergleich zu den Austin- und Morris-Fahrzeugen in einem höheren Preissegment positioniert, lagen aber unterhalb der Rover- und Jaguar-Modelle.
Bereits bei der Markteinführung des Dolomite begannen Überlegungen für einen Nachfolger dieser Reihe. Das neue Modell sollte in der Mittelklasse als höherwertige Ergänzung des Morris Marina und des Austin Allegro antreten und zugleich die Lücke zwischen ihnen und den darüber angesiedelten Rover-Fahrzeugen schließen.

### Hauseigene Entwicklung
Der Auftrag zur Entwicklung des Dolomite-Nachfolgers ging an die Ingenieure der hauseigenen Specialist Division (SD), die zeitgleich das Fließheckmodell Rover SD1 konzipierte. Der potentielle Nachfolger des Dolomite erhielt dort den Entwicklungscode SD2. Die Gesamtleitung des Projekts lag bei Malcolm Harbour, technischer Leiter war Charles Spencer „Spen“ King, und das Design verantwortete David Bache. Die Entwicklungsarbeiten begannen im Jahr 1970. Bis zum Frühjahr 1974 waren sie weit fortgeschritten; BLMC baute mehrere Prototypen.

## Modellbeschreibung

### Karosserie

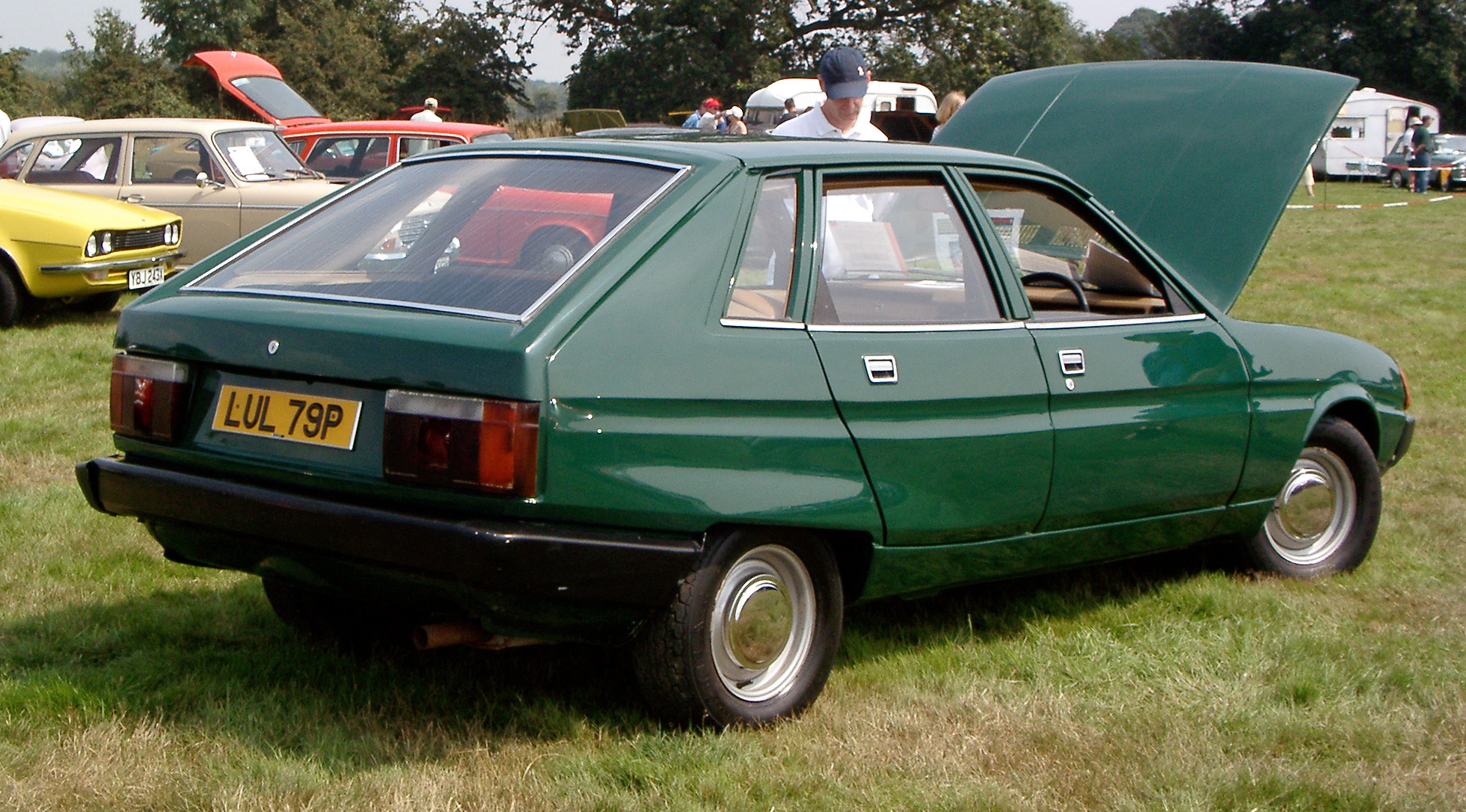
Triumph SD2 (potentielle Basisversion)

In den frühen Stadien des Entwicklungsprozesses gab es verschiedene Ansätze zum Karosseriedesign. Einerseits wurde Rovers Designer David Bache mit der Erstellung eines Entwurfs beauftragt; andererseits sollte das italienische Studio Pininfarina einen alternativen Vorschlag erarbeiten. Für beide Entwürfe wurde ein Prototyp gebaut. Das BLMC-Management hielt einvernehmlich Pininfarinas Arbeit für eleganter und vorzugswürdig, entschied sich aber aus unternehmenspolitischen sowie aus Kostengründen im September 1973 für das hauseigene Design.
Während Pininfarina eine Stufenhecklimousine mit geraden Linien entworfen hatte, sah David Bache eine viertürige Schräghecklimousine mit großer Heckklappe vor. Bache folgte konzeptionell dem Rover SD1, dessen Karosserie ebenfalls maßgeblich von ihm gestaltet worden war. Der SD2 hatte ähnlich wie der größere Rover eine markante Sicke, die über die gesamte Wagenflanken reichte. Im vorderen Bereich fiel sie zur Stoßstange hin ab, am Heck hingegen stieg sie auf. Die Gürtellinie griff diese Formen nicht auf. In der C-Säule war ein drittes Seitenfenster vorgesehen, das in den Basisversionen unverkleidet, in der höherwertigen Version dagegen mit einer Kunststoffabdeckung versehen sein sollte. Die hinteren Räder waren teilweise von den Kotflügeln verdeckt. Vorn waren Breitbandscheinwerfer mit einer geneigten Oberfläche eingebaut.

### Technik
Der SD2 sollte aus wirtschaftlichen Gründen möglichst viele Komponenten anderer Konzernfahrzeuge übernehmen; angedacht waren insbesondere Übereinstimmungen mit dem neuen Triumph TR7. Andererseits ging das Management zeitweise davon aus, dass die Bodengruppe des SD2 künftig auch die Grundlage für andere Modelle des Konzerns sein könnte, etwa für einen Nachfolger des Morris Marina.
Im Motorenbereich griff die Special Division auf herkömmliche Lösungen zurück. Anfängliche Überlegungen sahen zwar vor, neue Vierzylindermotoren zu entwickeln; sie sollten von den Sechszylindern des Rover SD1 abgeleitet werden. Aus Kostengründen wurde diese Idee allerdings bereits frühzeitig aufgegeben. Stattdessen kam nur der Einbau bereits existierender Motoren aus dem Leyland-Programm in Frage. Vorgesehen waren zunächst Hubräume von 1,5, 1,7 und 2,0 Litern, die größte Version wahlweise mit Doppelvergasern oder 16-Ventil-Kopf. Diese Motoren entsprachen den bereits im Dolomite bzw. Sprint verwendeten Konstruktionen. Für das Modelljahr 1979 war eine Umstellung auf die Motoren der O-Serie vorgesehen, die sich zu Beginn der 1970er-Jahre noch in der Entwicklung befand; sie war allerdings nur mit kostenaufwendigen Änderungen im Motorraum zu erreichen. Als sich Ende 1974 die Unwirtschaftlichkeit des SD2-Projekts abzuzeichnen begann, reduzierte das Management das Motorenprogramm auf zwei Vierzylinder mit 1,5 und 1,8 Liter Hubraum. Die Motoren waren vorn längs eingebaut und trieben die Hinterräder an.
Auch das Fahrwerk war konventionell. Die vorderen Räder waren einzeln aufgehängt und hatten Drehstabfedern. Die Hinterachse war starr mit Blattfedern und Wattgestänge. Vorne war ein Hilfsrahmen montiert, der baugleich mit dem des TR7 war.

## Prognosen zur Produktion
Die Serienfertigung des SD2 sollte nach unternehmensinternen Planungen im Juni 1977 beginnen. BLMC wollte den SD2 auf den britischen Inseln, in Kontinentaleuropa (mit der Ausnahme Schwedens) und auf den meisten Exportmärkten in Übersee anbieten. In Australien, Neuseeland und Südafrika sollte der SD2 dagegen nicht verkauft werden, weil die dortigen Niederlassungen eigene, vor Ort entwickelte Fahrzeuge im Programm hatten. Als europäische Konkurrenten sah BLMC den Alfa Romeo Alfetta, Audi 80, die BMW 3er Serie und den Lancia Beta an.
Der Fertigungsprozess sollte auf mehrere Werke verteilt werden. In Liverpool sollte die Rohkarosserie hergestellt werden, während die Werke Tile Hill und Canley in Coventry für die Komplettierung der Autos vorgesehen waren. Diese Fabriken hatten eine Kapazität von annähernd 2000 Fahrzeugen pro Woche. Eine Erhöhung des Produktionsumfangs wäre nicht ohne Auslagerung in andere Werke möglich gewesen. In einer Frühphase der Planungen wurde erwogen, die Produktion des Sportwagens Stag zugunsten des SD2 einzustellen.
Die Prognosen gingen davon aus, dass jährlich etwa 83.000 Fahrzeuge des SD2 produziert und verkauft werden könnten. Allein der Absatz in den USA wurde auf etwa 50.000 Fahrzeuge pro Jahr geschätzt.

## Gründe des Scheiterns
Der Triumph SD2 ging nicht in die Serienfertigung. Ab 1974 gab es innerhalb von BLMC Zweifel an der Wirtschaftlichkeit des Projekts, die sich 1975 verschärften. Die wirtschaftliche Krise des BLMC-Konzerns führte 1975 zur Beendigung der Entwicklung.

### Interne und externe Konkurrenten
Im Frühjahr 1974 kam eine interne Studie zu dem Ergebnis, dass starke Überschneidungen mit dem ähnlich dimensionierten Volumenmodell Morris Marina zu erwarten seien, das ebenfalls Hinterradantrieb hatte. Im Sommer 1974 gab Spen King einen Vergleich mit der frontgetriebenen Schräghecklimousine Princess in Auftrag, der zu dem Ergebnis kam, dass eine hinreichende Abgrenzung zu diesem größeren und technisch fortschrittlichen Modell gegeben und die Fortführung der SD2-Entwicklung gerechtfertigt sei. Dem standen allerdings weitere Vergleichstests aus dem Herbst 1974 entgegen, in denen der SD2 dem Audi 80 und dem Opel Ascona gegenübergestellt wurde und jeweils deutlich ins Hintertreffen geriet. In der Konsequenz gab es Überlegungen, das Profil des SD2 als Specialist Car zu schärfen und das Auto bei größtmöglicher Verwendung von Gleichteilen in einem höherpreisigen Marktsegment in der Nähe des Rover SD1 zu etablieren.

### Der Ryder Report
Diese Bemühungen konnten den SD2 im Ergebnis allerdings nicht retten. Anfang Januar 1975 erschien mit dem sogenannten Ryder Report (British Leyland: The Next Decade von Don Ryder) der Abschlussbericht einer Untersuchungskommission, die die Probleme des wirtschaftlich stark angeschlagenen BLMC-Konzerns herausarbeiten und Konzepte für die zukünftige Entwicklung erarbeiten sollte. Zu den wesentlichen Empfehlungen des Ryder-Reports gehörten die Straffung der sehr breiten Modellpalette und der Abbau von Parallelentwicklungen.
Nach der Veröffentlichung des Ryder Reports verlor der SD2 seinen Rückhalt in der Unternehmensleitung. Die Arbeiten wurden daraufhin im Frühjahr 1975 eingestellt.

### Alternativen

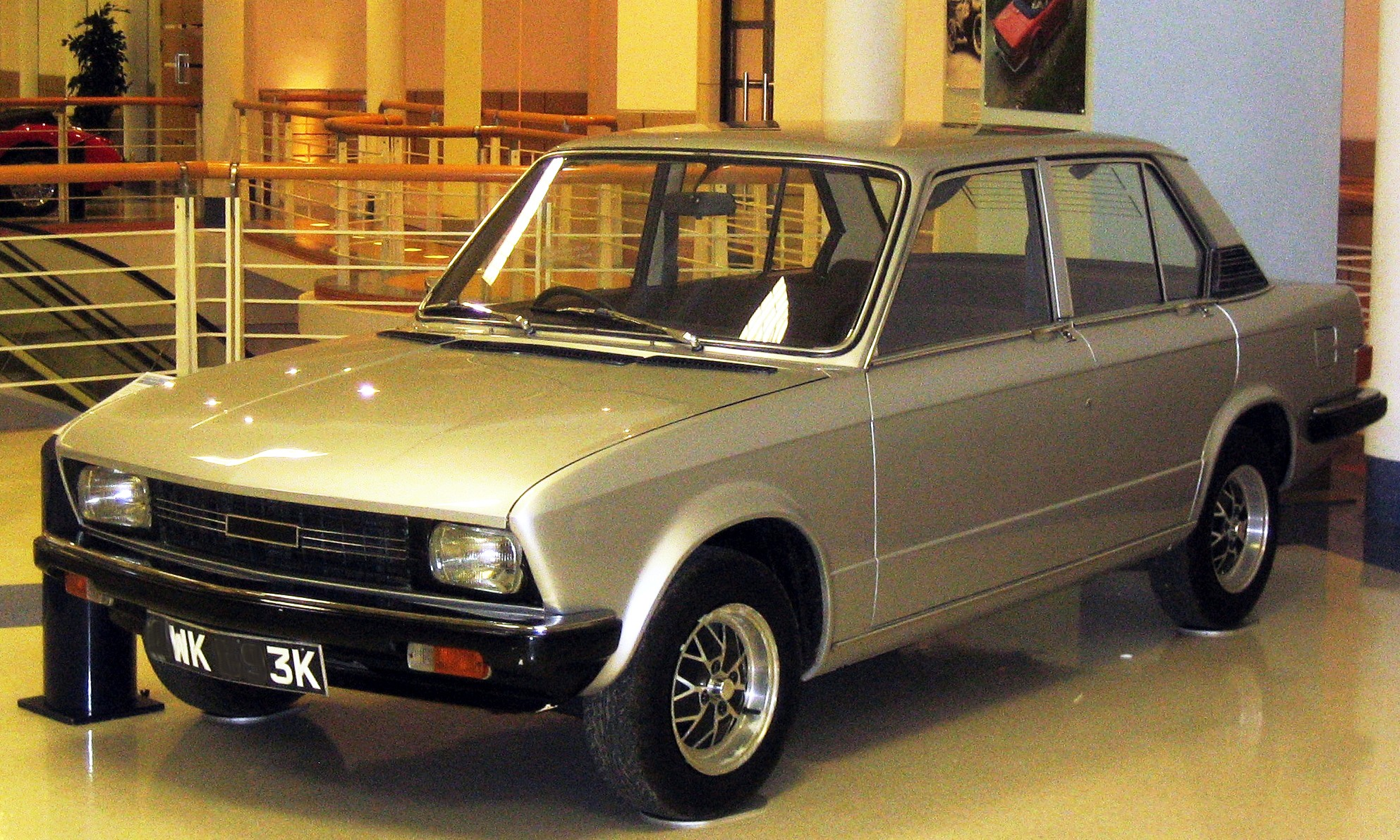
Nicht verwirklicht: Dolomite-Facelift von Michelotti

Überlegungen für ein alternatives Projekt unter der Bezeichnung TM1, das eine viertürige Morris-Version und eine fünftürige Triumph-Variante umfassen sollte, fanden ebenfalls ihr Ende. British Leyland setzte stattdessen die Produktion des Dolomite in unveränderter Form bis 1980 fort. Ein von Giovanni Michelotti erarbeitetes Facelift wurde ebenfalls nicht umgesetzt. Auch der Marina erhielt in dieser Zeit keinen Nachfolger. An die Stelle des Dolomite trat ab 1981 der Triumph Acclaim, der von einer japanischen Honda-Limousine abgeleitet war.